# Канск-Енисейский
Канск-Енисе́йский — железнодорожная станция Красноярского региона Красноярской железной дороги на главном ходу Транссибирской магистрали, в городе Канске Красноярского края.

## Назначение
На станции осуществляется:
- Пр/выд. грузов в универсальных контейнерах(3 и 5т)
- Пр/выд. грузов в универс. конт.3 и 5т (оформ. док)
- Пр/выд. грузов в универсальных контейнерах (20т)
- Пр/выд. мелких отправок грузов (откр. площ.)
- Продажа пасс. билетов
- Прием, выдача багажа
- Пр/выд. повагонных отправок грузов (откр. площ.)
- Пр/выд. мелких отправок грузов (крытые склады)
- Пр/выд. поваг. и мелк. отправок (подъездн. пути)
- Пр/выд. повагонных отправок грузов (крытые склады)[2].

## Дальнее сообщение
На станции останавливаются все проходящие скорые и пассажирские поезда. Их стоянка не превышает 5 минут, кроме пассажирского поезда № 605/606 Красноярск — Карабула, его стоянка на станции составляет 15 минут.
По графику 2020 года через станцию проходят следующие поезда дальнего следования:

### Круглогодичное движение поездов
| № поезда   | Маршрут движения             | № поезда   | Маршрут движения          |
| ---------- | ---------------------------- | ---------- | ------------------------- |
| 1 «Россия» | Владивосток — Москва         | 2 «Россия» | Москва — Владивосток      |
| 3          | Пекин — Москва               | 4          | Москва — Пекин            |
| 5          | Улан-Батор — Москва          | 6          | Москва — Улан-Батор       |
| 7          | Владивосток — Новосибирск    | 8          | Новосибирск — Владивосток |
| 11         | Владивосток — Самара         | 12         | Самара — Владивосток      |
| 69         | Чита — Москва                | 70         | Москва — Чита             |
| 75         | Нерюнгри — Москва            | 76         | Москва — Нерюнгри         |
| 81         | Улан-Удэ — Москва            | 82         | Москва — Улан-Удэ         |
| 91         | Северобайкальск — Москва     | 92         | Москва — Северобайкальск  |
| 97         | Тында — Кисловодск           | 98         | Кисловодск — Тында        |
| 99         | Владивосток — Москва         | 100        | Москва — Владивосток      |
| 111        | Северобайкальск — Красноярск | 112        | Барнаул — Северобайкальск |
| 605        | Карабула — Красноярск        | 606        | Красноярск — Карабула     |

### Сезонное движение поездов
| № поезда | Маршрут движения        | № поезда | Маршрут движения        |
| -------- | ----------------------- | -------- | ----------------------- |
| 205      | Иркутск — Анапа         | 206      | Анапа — Иркутск         |
| 229      | Северобайкальск — Анапа | 230      | Анапа — Северобайкальск |
| 235      | Тында — Анапа           | 236      | Анапа — Тында           |
| 241      | Иркутск — Адлер         | 242      | Адлер — Иркутск         |
| 269      | Чита — Адлер            | 270      | Адлер — Чита            |
| 273      | Северобайкальск — Адлер | 274      | Адлер — Северобайкальск |

## Фотографии

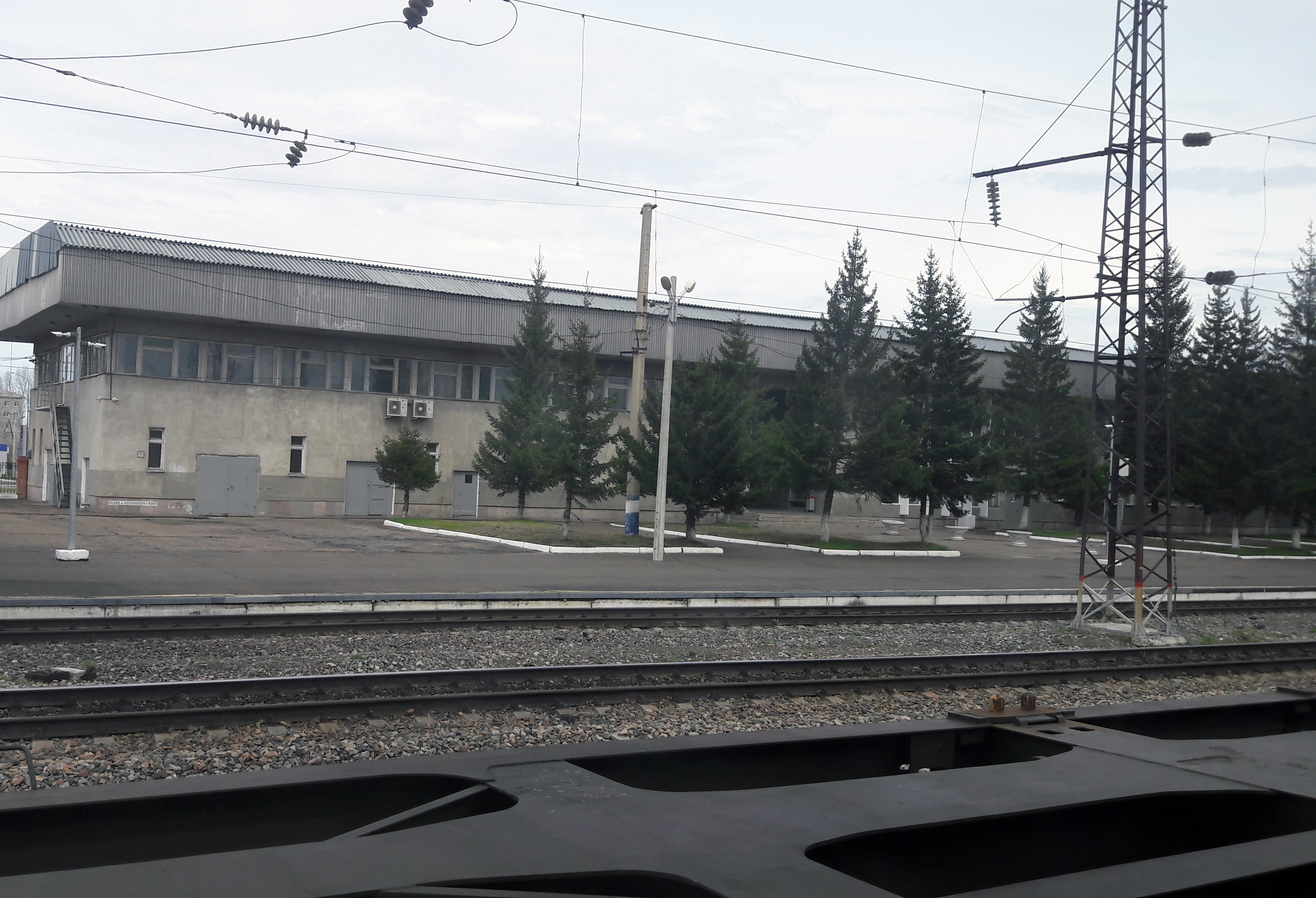
Станция Канск-Енисейский
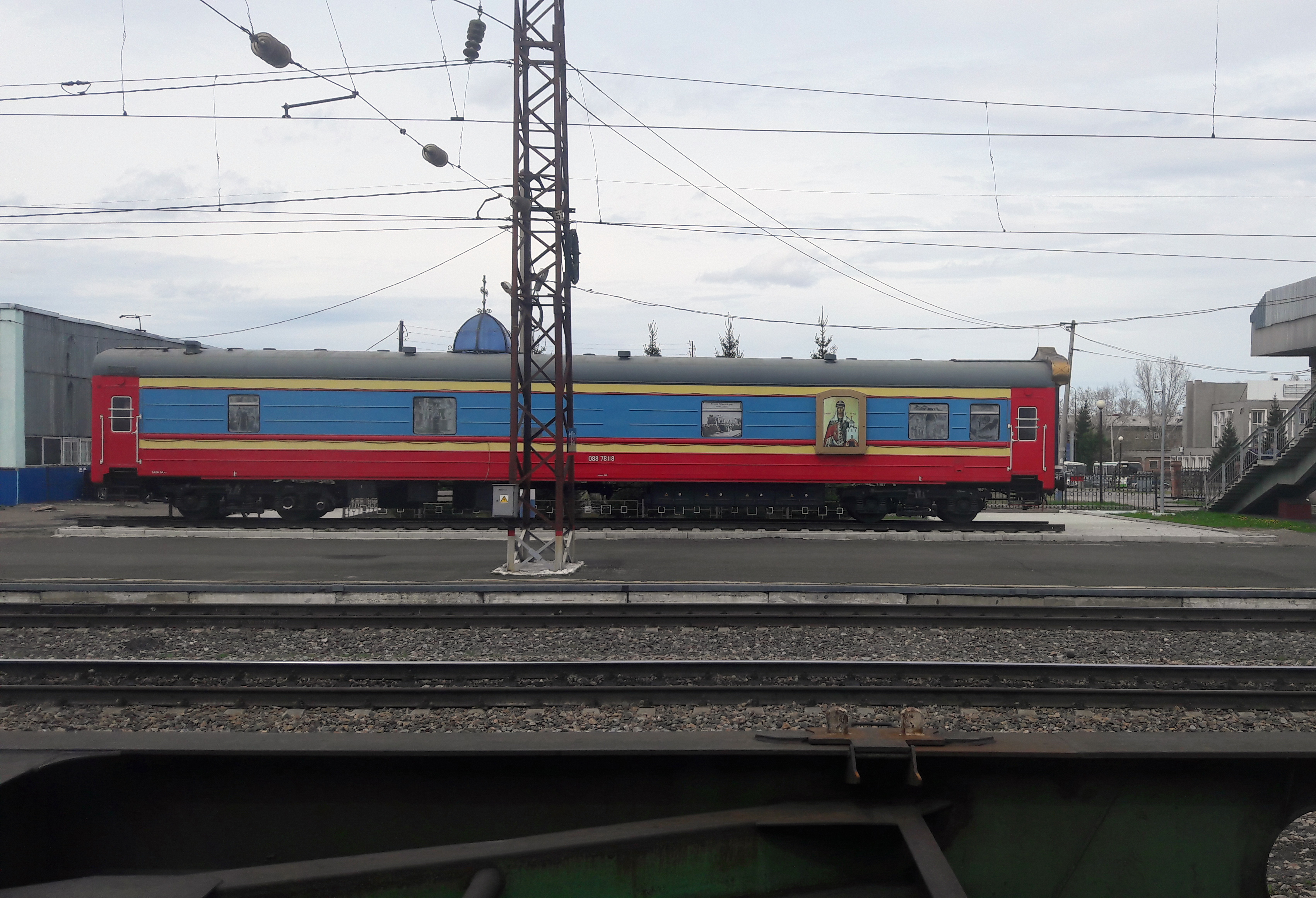
Вагон-храм Святой Равноапостольной княгини Ольги